# Presa di Bacharach
La Presa di Bacharach fu uno scontro della guerra dei trent'anni che ebbe luogo il 1º ottobre 1620 presso la città di Bacharach, nel Palatinato. Il conflitto vide contrapporsi le forze degli spagnoli comandati da don Gonzalo Fernández de Córdoba e quelle protestanti di Federico V del Palatinato. Dopo un inizio veloce da parte degli spagnoli con l'invasione degli stati di Federico V a seguito della sua proclamazione a re di Boemia, le operazioni rallentarono a metà settembre dopo la presa di Oppenheim. Don Ambrogio Spinola comandante delle forze spagnole, convocò un consiglio di guerra per decidere tra assediare Heidelberg o Bacharach. Gli ufficiali spagnoli propesero per l'attacco a Bacharach per la scarsa presenza di truppe nemiche di presidio. Il 1º ottobre Córdoba catturò Bacharach con 2500 uomini e gli anglo-tedeschi di difesa si arresero.

## Antefatto
Dopo aver guadagnato viveri e munizioni con la presa di Oppenheim, il generale Spinola aveva la scelta se prendere Heidelberg o Bacharach. Il 23 settembre si consultò con gli altri comandanti spagnoli, Don Carlos Coloma, Don Gonzalo Fernández de Córdoba, Don Diego Felípez de Guzmán e Hendrik van den Bergh. Alla fine lo Spinola protese per conquistare Bacharach.
Bacharach era un importante punto strategico dal momento che rappresentava una testa di ponte sul fiume Reno ed avrebbe rappresentato un punto di collegamento tra il Palatinato occupato dagli spagnoli e la città di Magonza. Inoltre, l'operazione avrebbe occupato del tempo per l'arrivo di rinforzi che gli spagnoli attendevano dai Paesi Bassi spagnoli. Il 27 settembre, lo Spinola venne a sapere che quasi 5000 uomini provenienti dalla Repubblica delle Province Unite al comando di Enrico di Nassau-Dillenburg e di sir Horace Vere avevano attraversato la Mosella a Kerpen per dare manforte a Federico V.
Il generale Spinola, ignorando l'entità delle forze di Vere, composte da volontari olandesi, inglesi e scozzesi inviati sul posto da re Giacomo I d'Inghilterra, decise di muovere col suo esercito sulla riva occidentale del Reno ed attendere li le forze protestanti. Con la sua attenzione concentrata sull'arrivo delle truppe anglo-olandesi, lo Spinola rimase nei pressi della strada col grosso del suo esercito, affidando la presa di Bacharach a Don Gonzalo Fernández de Córdoba.

## Battaglia

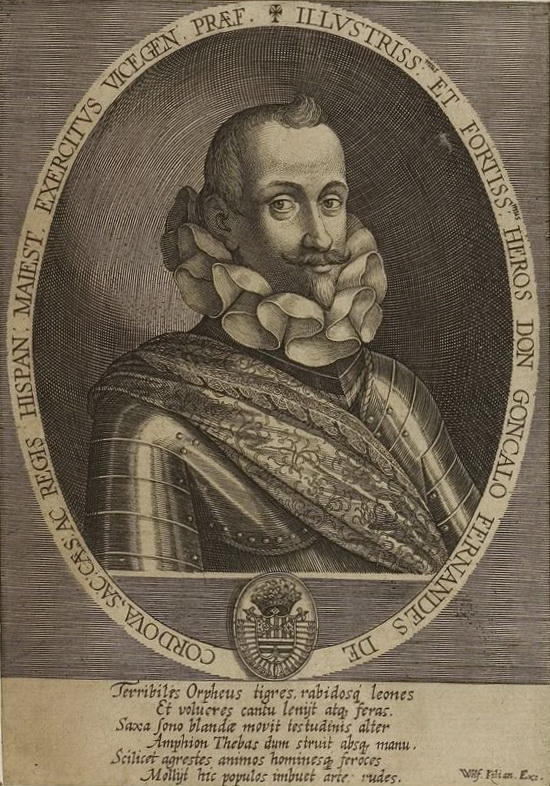
Don Gonzalo Fernández de Córdoba

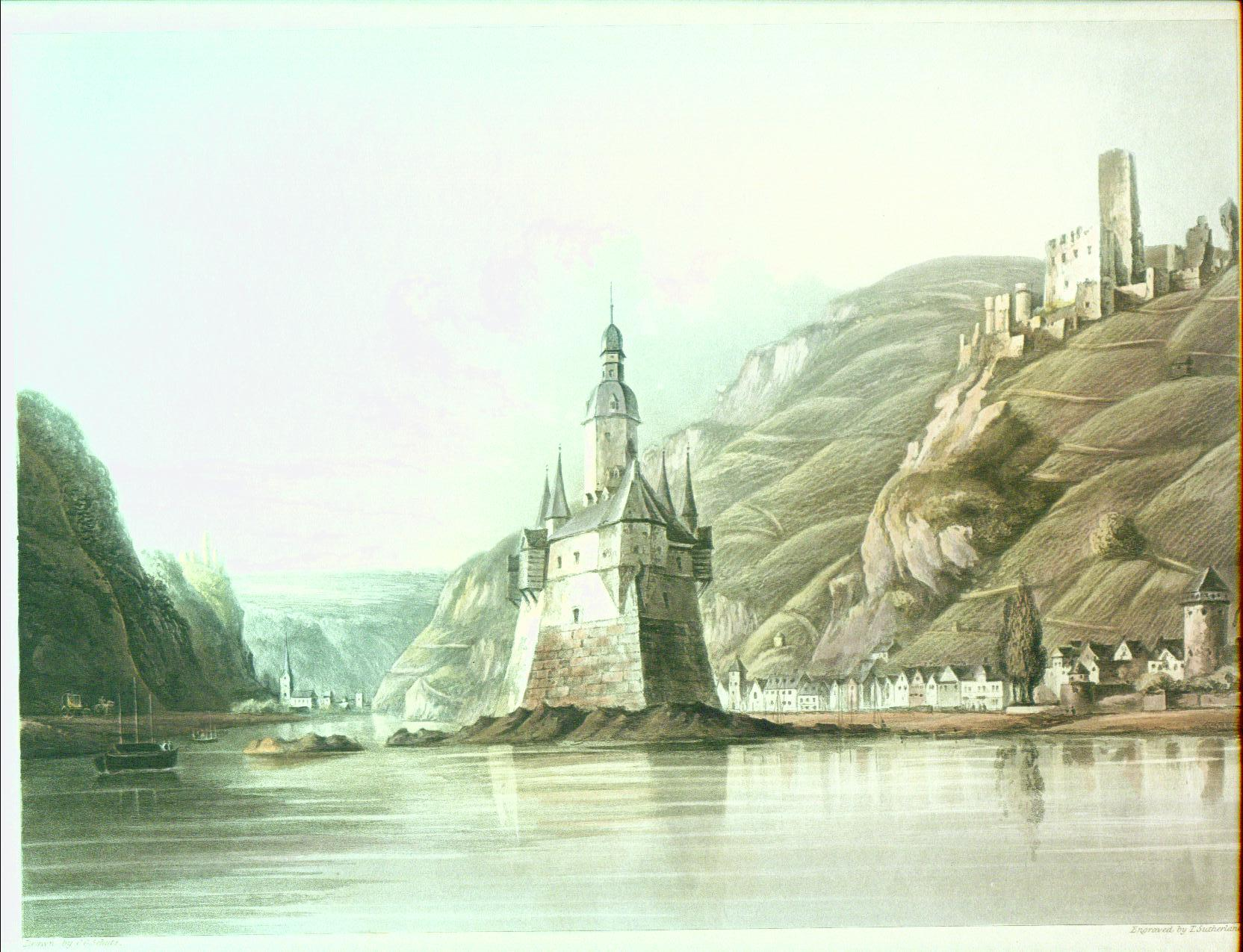
Veduta di Kaub e del castello di Pfalzgrafenstein

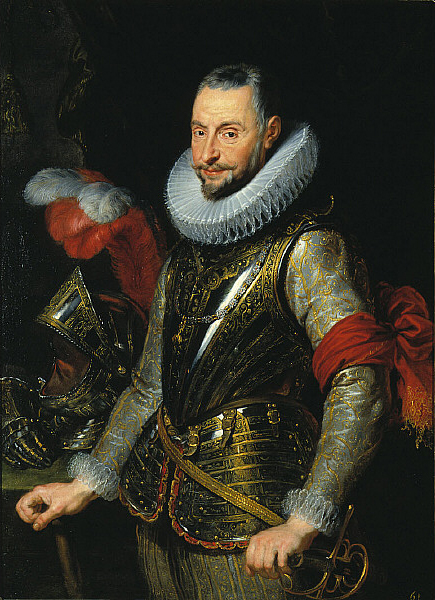
Don Ambrogio Spinola in un ritratto di Peter Paul Rubens

Il 29 settembre Córdoba marciò con le sue forze e prese Lorch, costringendo i pochi difensori alla resa. Inviò inoltre un altro gruppo di 2000 uomini direttamente verso Bacharach. Questo gruppo si avvicinò alla periferia di Bacharach alle 2.00 del mattino. Con l'arrivo degli spagnoli, i soldati protestanti all'esterno si ritirarono in tutta fretta all'interno della città fortificata.
All'alba, i difensori riuscirono ad uccidere tre soldati dell'avanguardia spagnola ed a ferirne altri tre coi colpi dei loro moschetti. Poco dopo il grosso delle forze comandato da Córdoba giunse sul posto. Demoralizzati dall'arrivo degli spagnoli, gli ufficiali della guarnigione decisero di arrendersi. Le truppe spagnole entrarono a Bacharach alle 15.00. Due capitani e 94 soldati inglesi, oltre a diverse truppe tedesche, vennero presi prigionieri.

## Conseguenze
Córdoba lasciò una guarnigione di 300 uomini a Bacharach ed inviò le sue truppe al comando di Diego Ruiz e di Baltasar de Santander a prendere Kaub. Gli spagnoli conquistarono in seguito il castello di Pfalzgrafenstein. Spinola, nel frattempo, si era focalizzato nell'intercettare i rinforzi anglo-olandesi, ma i protestanti non si vedevano all'orizzente. Le forze anglo-olandesi, infatti, si stavano dirigendo verso Worms.
Nell'agosto del 1621, Magonza cadde nelle mani dello Spinola che la conquistò con 15 000 uomini, passando poi al comando di Córdoba. Nel frattempo, il generale Spinola pose assedio alla città di Jülich, conquistandola dopo cinque mesi.